# Nowe Miasto (powiat płoński)
Nowe Miasto (alt. Nowe Miasto nad Soną) – miasto w Polsce, w województwie mazowieckim, w powiecie płońskim, w gminie Nowe Miasto. Leży nad rzeką Soną, lewym dopływem Wkry.
Nowe Miasto uzyskało lokację miejską w 1420 roku, zdegradowane w 1870 roku. Prawa miejskie odzyskało w 2022 r. Miasto królewskie Korony Królestwa Polskiego w województwie mazowieckim. Należało do dzierżawy Nowe Miasto w ziemi zakroczymskiej w 1617 roku. Do 1954 roku siedziba wiejskiej gminy Modzele. W latach 1975–1998 miejscowość administracyjnie należała do województwa ciechanowskiego.
Miejscowość jest siedzibą gminy Nowe Miasto. Administracyjnie Nowe Miasto jest sołectwem.
W latach 1954–1972 miejscowość była siedzibą gromady Nowe Miasto.
Miejscowość turystyczno-wypoczynkowa dla Warszawy (Zalew Nowomiejski i lasy).

## Podział administracyjny
| SIMC    | Nazwa   |
| ------- | ------- |
| 1061156 | Czernie |
| 1056913 | Osówka  |
| 1056920 | Piaski  |

## Historia

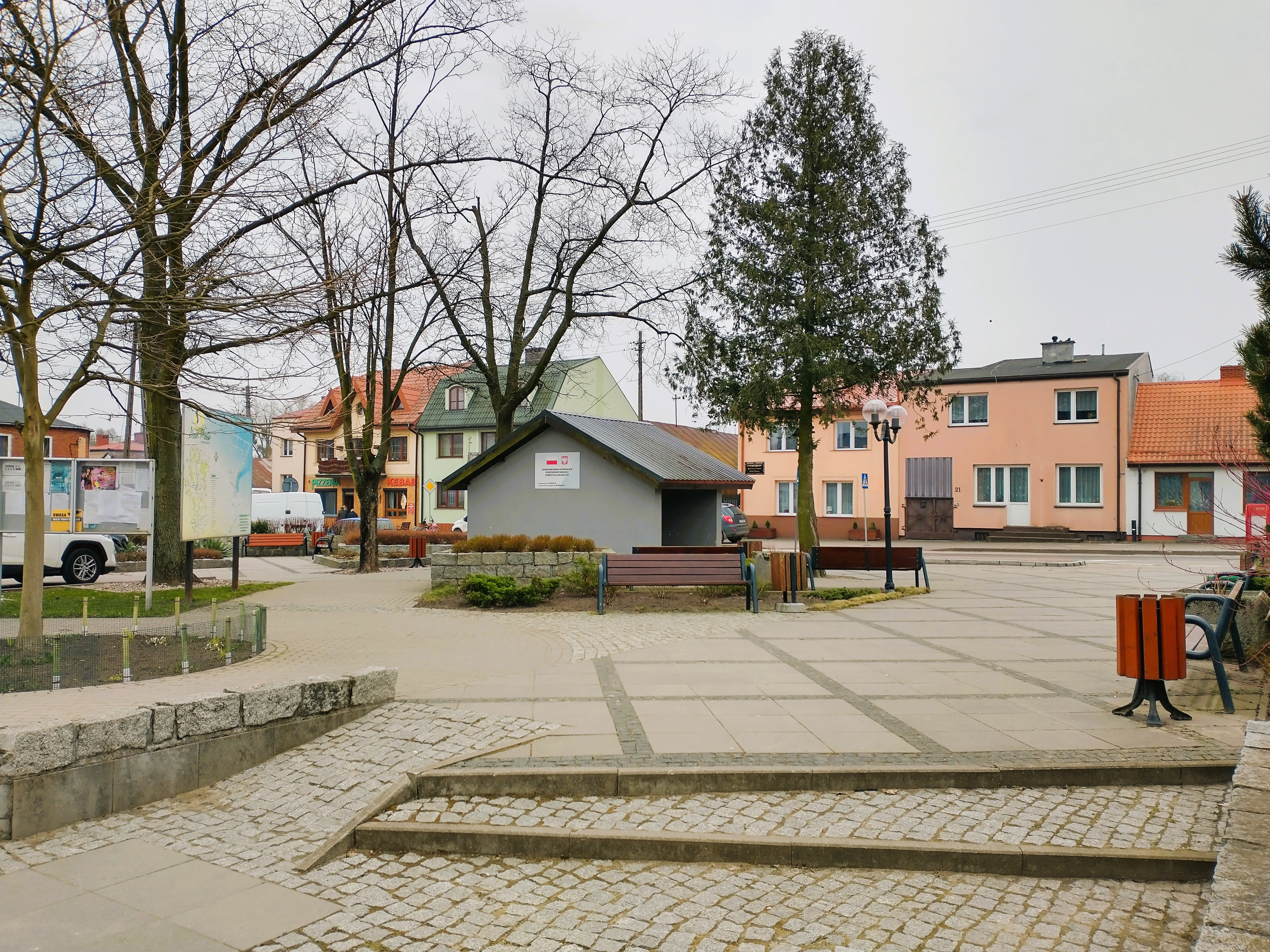
Główny Rynek

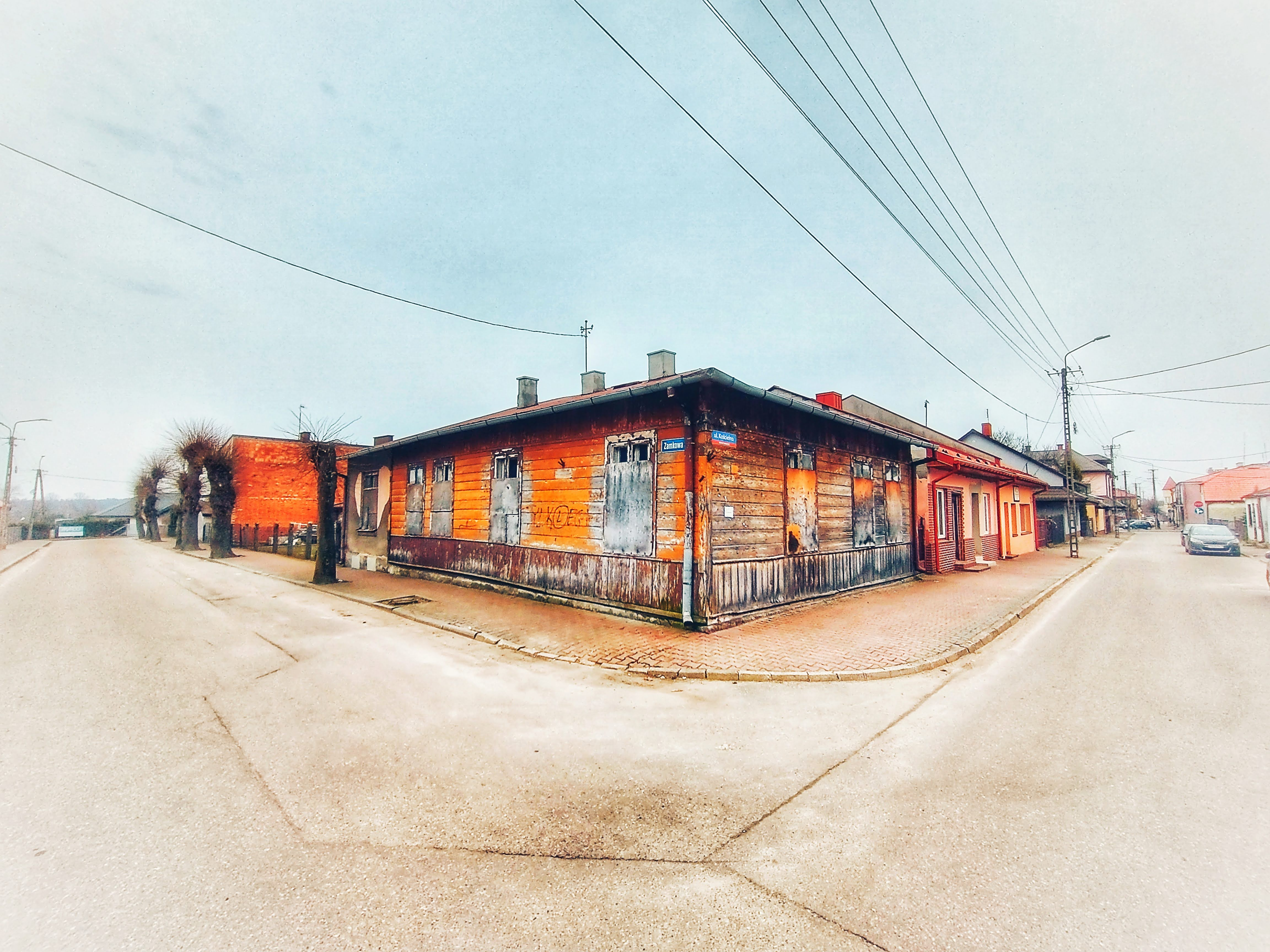
Architektura drewniana (ul. Kościelna)

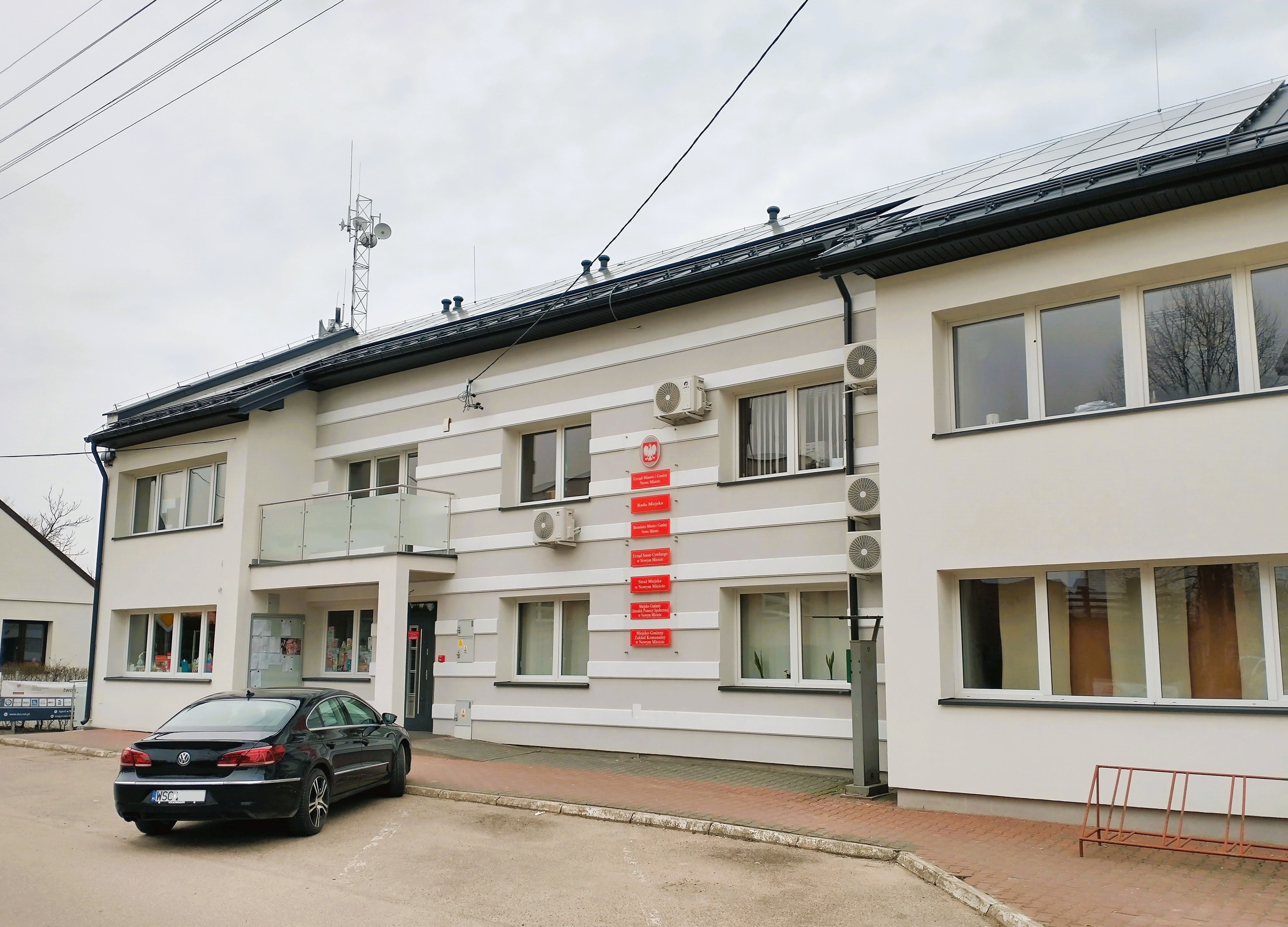
Urząd Miasta i Gminy

Prawdopodobnie istniał tu gród otoczony fosą. Później stanął zamek będący siedzibą książąt mazowieckich. Nowe Miasto było lokowane w XIV wieku, o czym świadczy wzmianka z 1398 roku "jest to miasto książęce, stolica powiatu sądowego ziemi zakroczymskiej". W 1386 roku zostaje tu erygowana parafia. Obecny kościół został zbudowany około 1471 roku.
Książę Janusz I obdarzył w 1420 roku miejscowość prawem miejskim chełmińskim i nadał mu nazwę Nowe Miasto oraz ustanowił przywileje na prowadzenie wagi i postrzygalni sukna. Herb Nowego Miasta wyglądał następująco: na tarczy o niebieskim tle widniała postać św. Jana Chrzciciela trzymającego na ręku Baranka Bożego, w kole z chorągiewką.
Nowe Miasto było ważnym węzłem drogowym o czym świadczyło osiem gościńców wychodzących w różnych kierunkach. Odbywały się tu co czwartek słynne targi oraz jarmarki. O zamożności miasta świadczą protokoły z odbytych lustracji np. lustracja z 1564/1565 stwierdza, że było tu 65 ogrodów, 274 domy, kościół murowany, plebania, szpital, łaźnia, postrzygalnia, waga, dwa młyny, 13 piwowarów i 20 pędzących gorzałkę. Największy rozkwit miasta przypada na XVI wiek. W 1644 roku przebywała w miejscowym zamku Ludwika Maria Gonzaga, późniejsza żona króla Władysława IV. Towarzyszący Ludwice Marii w podróży kanclerz wielki litewski Albrycht Stanisław Radziwiłł niezbyt pochlebnie wyrażał się o Nowym Mieście. Zapisał w swoich pamiętnikach pod datą 2 marca 1646 r.: „Nowe Miasto tylko z imienia, bo żadną miarą nawet nazwy brudnej wsi niegodne.”. Po ogromnych zniszczeniach jakich dokonali Szwedzi w latach 1655–1660 miasto się wyludniło. Później walki francusko-rosyjskie na tym terenie (grudzień 1806 r.), jak również oba powstania w XIX wieku przyczyniają się do dalszej stagnacji miasta. W roku 1869 na mocy ukazu carskiego Nowe Miasto traci prawa miejskie z których korzystało przez 467 lat. Prawa miejskie odzyskało 1 stycznia 2022. 
Pod koniec XIX i na początku XX wieku wzrasta liczba mieszkańców (1885 r. – 2226, 1939 – ok. 3 tys.).